# 金特·舒马赫
金特·舒马赫（德語：Günther Schumacher，1949年6月27日—），德国男子自行车运动员。他曾代表西德参加1972年和1976年夏季奥林匹克运动会自行车比赛，共获得二枚金牌。